# 148e méridien ouest
En géographie, le 148e méridien ouest est le méridien joignant les points de la surface de la Terre dont la longitude est égale à 148° ouest.

## Géographie

### Dimensions
Comme tous les autres méridiens, la longueur du 148e méridien correspond à une demi-circonférence terrestre, soit 20 003,932 km. Au niveau de l'équateur, il est distant du méridien de Greenwich de 16 475 km,.
Avec le 32e méridien est, il forme un grand cercle passant par les pôles géographiques terrestres.

### Régions traversées
En commençant par le pôle Nord et descendant vers le sud au pôle Sud, Le 148e méridien ouest passe par:
| Coordonnées           | Pays, territoire ou mer | Notes |
| --------------------- | ----------------------- | --- |
| 90° 00′ N, 148° 00′ O | Océan Arctique          | |
| 72° 38′ N, 148° 00′ O | Mer de Beaufort         | Passe juste à l'ouest de Île Cross, Alaska, États-Unis (à 70° 30′ N, 147° 59′ O) |
| 70° 19′ N, 148° 00′ O | États-Unis              | Alaska — continent, île Esther, Île Perry, le continent à nouveau, Île Chenega , Île Evans et Île Latouche |
| 59° 57′ N, 148° 00′ O | Océan Pacifique         | Passe juste à l'ouest de l'Île Montague (Alaska), Alaska, États-Unis (à 59° 47′ N, 147° 56′ O) Passe juste à l'est de l'atoll Tikehau, Polynésie française (à à 14° 58′ S, 148° 02′ O) Passe juste à l'ouest de l'atoll Rangiroa, Polynésie française ( 15° 04′ S, 147° 56′ O) Passe juste à l'est de l'île Mehetia, Polynésie française (à 17° 52′ S, 148° 03′ O) |
| 60° 00′ S, 148° 00′ O | Océan Austral           | |
| 75° 57′ S, 148° 00′ O | Antarctique             | Liste des territoires non revendiqués |